# Wiener Theaterreform
Die sogenannte Wiener Theaterreform war eine Änderung der finanziellen Förderung Wiener Off-Theater, die 2003 zu einer Abkehr vom Gießkannenprinzip zur Verteilung der Mittel führen sollte.
In Auftrag gegeben wurde die Reform von dem amtsführenden Wiener Stadtrat für Kultur und Wissenschaft, Andreas Mailath-Pokorny, unterstützt von den Theaterfachleuten Anna Thier, Uwe Matheiss und Günter Lackenbucher, die zu der Problematik eine Studie vorlegten. Die Reform hatte das Ziel, die Qualität der freien Theater in Wien zu heben und die Unübersichtlichkeit der Subventionsvergabe zu beseitigen. Dazu wurde in der Studie zunächst „freies Theater in Wien“ definiert und problematisiert. Die wichtigsten darin vorgeschlagenen Maßnahmen waren:
- Umstellung des bisherigen Beiratssystems auf vollbeschäftigte und bezahlte Kuratoren
- Trennung der Besitz- beziehungsweise Mietverhältnisse der Wiener Privattheater von den künstlerischen Leitungen, um diese öffentlich ausschreibbar zu machen
- Abkehr von der sogenannten „Gießkannen-Subvention“ zu einem System „Ganz oder gar nicht“.

Thier, Matheiss und Lackenbucher wurden daraufhin vom Stadtrat Mailath-Pokorny zu Übergangs-Kuratoren ernannt und beauftragt diese Vorschläge umzusetzen. Im Wiener Gemeinderat wurde auch ein „All-Parteien-Konsens“ über die Inhalte der Theaterreform erzielt. Mailath-Pokorny hat zwar mittlerweile die „Wiener Theater-Reform“ in mehreren Presseaussendungen für „abgeschlossen“ erklärt, doch von den wesentlichen Punkten sind nicht alle umgesetzt worden. Kritisch gesehen wird die Theaterreform auch von den Freien Gruppen. Sie bemängeln, dass die Evaluation der Reform nach Ansicht der Off-Theater nicht nach transparenten, öffentlichen Kriterien geschehen ist. Darüber hinaus fordern sie, dass „die finanziellen Mittel für Förderungen von Projekten sowie Ein- und Mehrjahresförderungen für freie Produktionen in den Bereichen Theater, Tanz und Performance massiv erhöht werden müssen.“